# Козлы (Пыталовский район)
Козлы — деревня в Пыталовском районе Псковской области России. Входит в состав Линовской волости.

## География
Деревня находится в западной части Псковской области, в пределах Прибалтийской низменности, в зоне хвойно-широколиственных лесов, на левом берегу реки Кухвы, к северу от автодороги 58К-296, на расстоянии примерно 24 километров (по прямой) к северо-востоку от Пыталова, административного центра района. Абсолютная высота — 57 метров над уровнем моря.

### Климат
Климат характеризуется как умеренно континентальный, влажный. Средняя многолетняя температура самого холодного месяца (января) составляет −7,3 °С (абсолютный минимум — −42 °C), средняя температура самого тёплого (июля) — 12 °С (абсолютный максимум — 36 °C). Среднегодовое количество осадков составляет 562 мм, из которых 72 % выпадает в период с апреля по октябрь.

### Часовой пояс
Деревня Козлы, как и вся Псковская область, находится в часовой зоне МСК (московское время). Смещение применяемого времени относительно UTC составляет +3:00.

## Население
| 2001 | 2002 | 2010 |
| ---- | ---- | ---- |
| 23   | ↘19  | ↘13  |

Согласно результатам переписи 2002 года, в национальной структуре населения русские составляли 95 %.